# ベルギーの文化

アントワープの聖母大聖堂内にある十字架の道行き

ベルギーの文化（フランス語: Culture de la Belgique、オランダ語: Cultuur van België）は、ベルギー王国に存在している文化全般を指し、ベルギー人の異なる言語のコミュニティが共に形成しているものである。

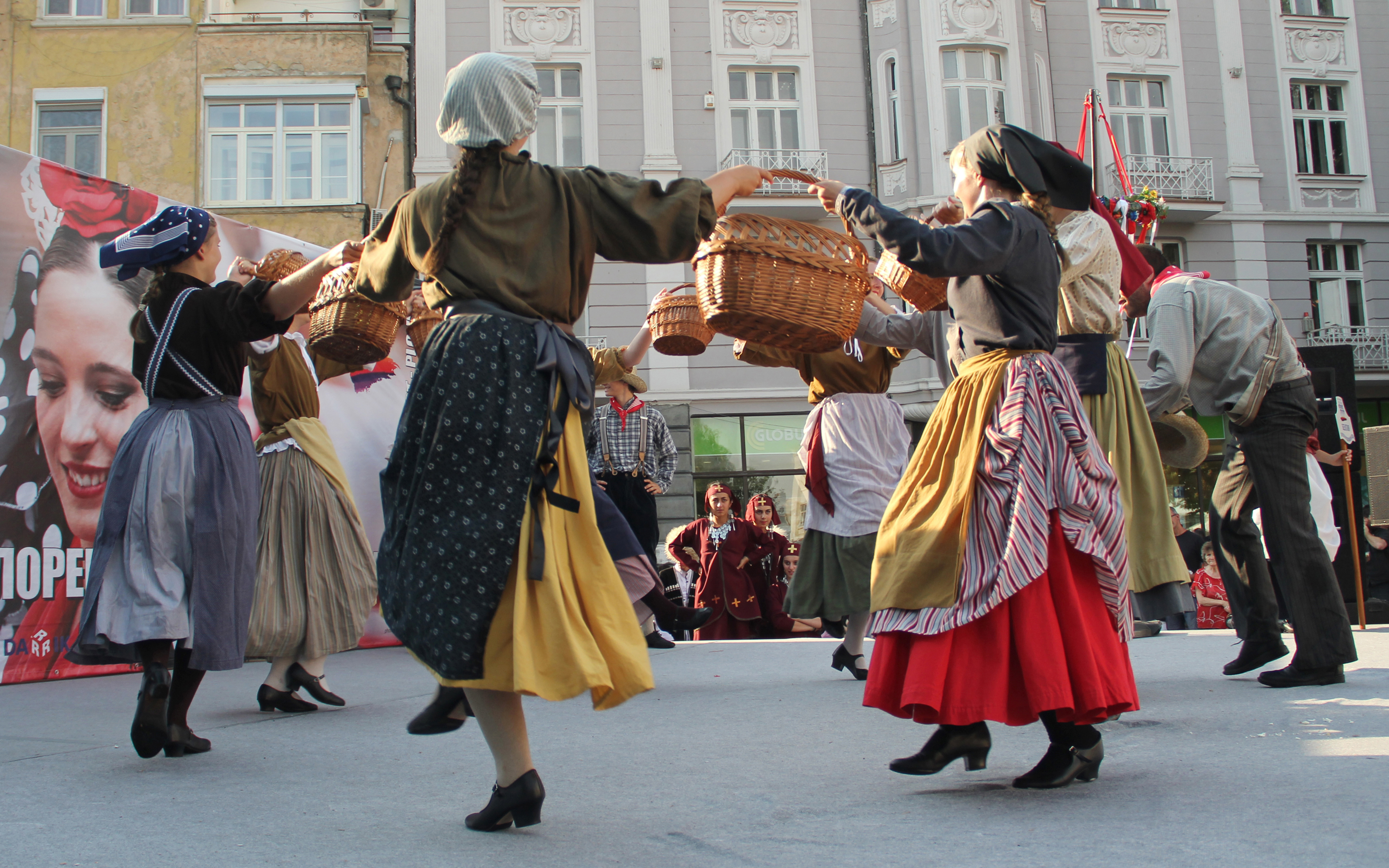
ブルガリアで開催された『国際フォークロアフェスティバル』に参加したベルギーの民族舞踊団

ベルギーの文化は主に2つのコミュニティに分かれており、1つはオランダ語（フラマン語）を話すフラマン人のコミュニティ、もう1つはフランス語を話すワロン人と首都ブリュッセルの住民のコミュニティである。言語の違いに関わらず全てのベルギー人に共通する側面もある。また、多くのベルギー人は自国の文化が欧州に大きく貢献してきたと考え、ベルギーの存在は欧州にとって欠かせないと見なしている。

## 概要
地理的・民族的な視点からみて、現在のベルギーに相当する地域はゲルマン系とラテン系ヨーロッパの交差点に位置しており、これにより何世紀にもわたって、この2つの異なる文化から豊かな文化的遺産を継続的に享受してきた。この戦略的な地理的位置を活かし、ベルギーは多くのヨーロッパの芸術や文化運動の発祥地となり、フランスやドイツ、オランダなどからの進んだ文化も自然に此処で融合してきた。
ベルギー文化を代表するものには多くの分野があり、具体的な例として以下が挙げられる：
- 美食文化では、チョコレートやベルギービール、フライドポテト、ワッフルなどが有名である。
- 漫画文化では、『タンタンの冒険』や『スマーフ』、『スピルーとファンタジオ（英語版）』、『マルスピラミ』、『ラッキー・ルーク』などの作品が広く知られている。
- 芸術や建築における文化として、モザン美術（英語版）や初期フランドル派絵画、フランドルのルネサンス、バロック絵画、バロック建築、アール・ヌーヴォー、ロマネスク、ゴシック、ルネサンスなどがある。
- 思想や価値観における文化は、フォークロア（伝承文化）やシュルレアリスム（超現実主義）が特徴的である。

現代文化はこれまで以上に言語（演劇、メディア、文学など）と関連しているため、現代ベルギーの文化生活はそれぞれの言語共同体で発展する傾向にある（ただし、共通の要素も存在する）。主流の二大言語グループは、それぞれ自分たちの言語コミュニティ内から文化的な選択を行い、それを超える場合はフラマン人は英語圏の文化 (科学、職業生活、大半のニュースメディアを支配している)と オランダ文化を多く取り入れている。一方、フランス語話者（ワロン人やブリュッセルの住民）は、フランスやフランス語圏の文化に重きを置いている。
また、500年以上にわたってベルギー文化、特にアントワープの文化の一部を形成してきたユダヤ人のようなマイノリティにも、いくつかの特有の文化がある。